# In fremderen Gezeiten
In fremderen Gezeiten (Originaltitel: On Stranger Tides) ist ein pseudohistorischer Fantasy-Roman von Tim Powers.
Der Roman spielt im Goldenen Zeitalter der Piraterie. Hauptfigur ist der französische Puppenspieler John Chandagnac, später bekannt als Jack Shandy. Der Roman begleitet ihn bei seinen Bemühungen, an sein rechtmäßiges Erbe zu gelangen und seine Geliebte zu retten. Voodoo-Magie spielt in der Handlung eine besondere Rolle.
On Stranger Tides wurde im November 1987 in den USA erstveröffentlicht. Im darauffolgenden Jahr wurde er für den World Fantasy Award und den Locus Award nominiert. Sowohl der Computerspiel-Reihe Monkey Island (1990–2022) als auch dem Kinofilm Pirates of the Caribbean – Fremde Gezeiten (2011) diente er als Quelle der Inspiration. 1989 erschien die deutsche Übersetzung In fremderen Gezeiten im Heyne Verlag.

## Handlung
Der Roman spielt im Jahr 1718, in der Zeit, in der Blackbeard (Schwarzbart) die Karibik terrorisiert und König Georg die Stirn bietet. Die Handlung folgt den Taten von John Chandagnac, dem Sohn eines französischen Puppenspielers. Er segelt auf dem britischen Schiff Vociferous Carmichael nach Jamaika, wo er seinen betrügerischen Onkel Sebastian daran hindern will, sich mit dem Familienerbe davonzumachen. Das Erbe gehörte rechtmäßig Johns Vater und hätte dessen armutsbedingten Tod verhindern können.
Während seiner Reise lernt er eine junge Frau namens Elizabeth „Beth“ Hurwood kennen, ihren Vater Benjamin Hurwood, ein Professor in Oxford, und dessen Leibarzt Dr. Leo Friend. Beth beklagt, dass ihr Vater seine naturphilosophische Arbeit aufgegeben hat und stattdessen dunkle Magie studieren will. Vor Jamaika werden sie von Piraten angegriffen und besiegt. Die Crew der Piratenschaluppe Jenny nutzte Voodoo, um die gegnerischen Kanonen zu neutralisieren. Während des Angriffs erschießen Benjamin Hurwood und Friend einige ihrer Mitreisenden und offenbaren sich so als Verbündete der Piraten, bevor diese an Bord gehen und die Carmichael besetzen.
Die Piraten erlauben allen Passagieren, mit einem Ruderboot abzufahren, mit Ausnahme von Beth, die Hurwood für ein Voodoo-Ritual benötigt, und Chandagnac, der gezwungen wird, der Piratenmannschaft von Kapitän Philip Davies als Koch unter dem neuen Namen Jack Shandy beizutreten.
Die Piraten segeln zur Insel New Providence, einem Piratenstützpunkt, wo die Carmichael so umgebaut werden soll, dass sie den Anforderungen der Piraten gerecht wird. Auf dem Weg dorthin werden sie von der Royal Navy gefangen genommen, doch Shandy kann sie befreien und erlangt so das Vertrauen der Piraten. Shandy erfährt, dass, anders als in der Alten Welt, Magie in der Karibik weit verbreitet ist und eine immense Wirksamkeit hat, sich jedoch männliche und weibliche Magie voneinander unterscheiden.
Nach ihrer Ankunft in New Providence wird eine Expedition zum Jungbrunnen in Florida ausgesandt. Beths Vater verbündet sich dazu mit Blackbeard, wobei jeder seine eigenen Ziele verfolgt. Blackbeard hofft, durch den Jungbrunnen unsterblich zu werden, während Hurwood seine verstorbene Frau wiederzubeleben hofft. Um den Brunnen zu finden, benötigen sie die Hilfe des weitgereisten, alten Zauberer Sawney, da dieser der einzige ist, der den Weg dorthin kennt. Der Piratenkapitän Davies und Shandy schließen sich der Expedition an und kämpfen sich gemeinsam durch einen ihnen feindlich gesinnten Dschungel. Davies verteidigt sich gegen einen Fluch, indem er verzauberte Erde in die Luft wirft; Shandy bemerkt das und bewahrt einen Teil dieser Erde für sich auf. Mit Baron Samedi und Maître Carrefour sind zwei sehr im Voodoo sehr bewanderte Männer Teil der Gruppe, doch je näher sie ihrem Ziel kommen, desto mehr verlieren sie an Macht.
Am Jungbrunnen angelangt setzt Hurwood einen Zauber in Gang, der den Geist seiner verstorbenen geliebten Frau im Körper von Beth implantiert und deren Geist nach einiger Zeit völlig verdrängen wird. Jack Shandy liebt Beth und kann das nicht zulassen, was Hurwood zur Flucht mit Beth zwingt. Doch nachdem Shandy vom Jungbrunnen zurückgekehrt ist, stellt er fest, dass Friend die Carmichael mit einer von ihm heraufbeschworenen, untoten Crew erobert und Beth entführt hat. Shandy verfolgt sie mit der Jenny und erhält im Kampf gegen Friend und die Carmichael Unterstützung vom Geisterschiff Nuestra Señora de Lagrimas, welches Friend versehentlich neben seiner untoten Crew heraufbeschworen hatte. Im Kampf wird Davies getötet und Hurwood nimmt Beth mit sich, nachdem er Friend in einem Zauberduell besiegt hat.
Da Shandy nicht weiß, wo er Beth finden soll, verzweifelt er und beginnt zu trinken. Er sowie die meisten der Piraten auf New Providence nehmen die Begnadigung des Königs an, während Hurwood unter seiner neuen Identität Ulysse Segundo mit der Piraterie beginnt.
Inzwischen wird Blackbeard von der Marine getötet. Shandy wird vom alten Sawney, der eigentlich der 200 Jahre alte Juan Ponce de León ist, aufgesucht und erhält von ihm eine magische Ausbildung. Nachdem er in einem Kampf die verzauberte Erde vom Jungbrunnen benutzt, hat er eine Vision. Ein Überlebender von Segundos Überfällen erzählt von Verhaltensweisen dessen untoter Crew und Shandy erkennt, dass es sich dabei um die alte Crew der Carmichael handelt. Als er hört, dass Segundo zuletzt auf dem Weg nach Jamaika gesehen wurde, segelt Shandy ihm auf der Jenny nach. Dabei muss er sich unter anderem einem Sturm und einer Meuterei entgegenstellen.
Mithilfe von Sawneys kryptischen Hinweisen kann er Hurwood (Segundo) besiegen und die Seele seiner Frau zerstören. In Jamaika entkommt er knapp der Marine und kämpft sich durch bis zum Haus von Hurwoods Komplizen, der sich als Shandys Onkel Sebastian herausstellt. Somit erhält Shandy nebenbei auch noch die Chance, sein Erbe zu erstreiten. Er befreit Beth und macht sich auf den Weg zum Hafen, wo er vom wiederauferstandenen Blackbeard empfangen wird, der eine neue Identität angenommen hat. Shandy kombiniert seine männliche Magie mit Beths weiblicher Magie, besiegt so Blackbeard und heiratet Beth. Das Buch endet damit, dass er sich auf den Rückweg von Jamaika vorbereitet.

## Verfilmung
Am 11. September 2009 gab die Walt Disney Company bekannt, dass der vierte Teil von „Fluch der Karibik“, der am 19. Mai 2011 erschien, den Titel „Pirates of the Caribbean – Fremde Gezeiten“ tragen werde. Diese Ankündigung hatte Spekulationen zur Folge, dass der Film der Handlung des Romans folgen würde, vor allem seit bekannt wurde, dass Tim Powers die Filmrechte des Romans an Disney verkauft hatte, nachdem sich Disney schon mehrere Jahre lang darum bemüht hatte. Später wurde bekannt, dass die Drehbuchautoren Ted Elliott und Terry Rossio das Buch von Tim Powers gefunden und an den Produzenten Jerry Bruckheimer herangetragen hatten als Idee für einen neuen Teil der Fluch der Karibik Reihe.
Seit der Ankündigung wurde spekuliert, wie das Buch in Bezug auf die bisherigen Reihe umgesetzt werden soll. Eine frühe Vermutung war, dass Jack Sparrow als Hauptperson Jack Shandy ersetzen würde. Powers bestätigte, dass zwar der Jungbrunnen definitiv in einem Film vorkommen würde, Sparrow und Shandy zwar völlig verschiedene Charaktere seien, sich aber Barbossa und Blackbeard teilweise deckten.
Im Januar 2010 verkündete Disney, dass der Film am 20. Mai 2011 veröffentlicht werde. Am 22. März 2010 bestätigte Jerry Bruckheimer, dass sowohl Barbossa als auch Blackbeard in dem Film vorkommen würden, mit Blackbeard als Bösewicht. Blackbeard wurde von Ian McShane gespielt, und Penélope Cruz übernahm die Rolle von Blackbeards Tochter Angelica, die im Roman nicht vorkommt.
Obwohl sich der Film in vielerlei Hinsicht vom Buch unterscheidet, sind doch einige Parallelen deutlich erkennbar. Während im Buch die Crew von Schiffen aus Untoten besteht und Blackbeards Bootsmann ein Zombie ist, gibt es im Film eine Zombie-Crew als Offiziere von Blackbeard. Im Buch kommen im Gegensatz zum Film zwar keine Meerjungfrauen vor, doch es werden Succuben erwähnt. Powers stellte fest, dass diese sich in ihrer Funktion als Sirenen sehr ähnlich sind. Während Juan Ponce de Léon im Roman lebte, wird er im Film nur als Skelett gezeigt. Außerdem befindet sich der Jungbrunnen im Film nicht in Florida, sondern auf einer nicht benannten karibischen Insel.